# Луис Крус Мартинес де Курико
Луис Крус Мартинес де Курико (на испански: Luis Cruz Martínez de Curicó) е чилийски футболен отбор от Курико, регион Мауле. Основан е на 5 октомври 1905 г. и е кръстен на Луис Крус Мартинес, местен герой от Втората тихоокеанска война.

## История
След дълги години в аматьорския футбол, през 1962 г. тимът добива професионален статут и играе пет сезона във втора дивизия, преди да изпадне в аматьорските лиги, където играе и до днес. Още в първия си сезон като професионален отбор, Луис Крус Мартинес поднася голяма изненада, печелейки Купата на Чили, като по пътя надделява над три първодивизионни отбори, включително и настоящият шампион на Чили Универсидад Католика на финала (2:1).

## Успехи
- Копа Чиле:
  - Носител (1): 1962

## Рекорди
- Най-голяма победа във втора дивизия: 7:1 срещу Валпараисо Фероварио, 1963 г.
- Най-голяма загуба във втора дивизия: 7:0 срещу Листер Росел, 1966 г.